# Central hidroeléctrica de pasada

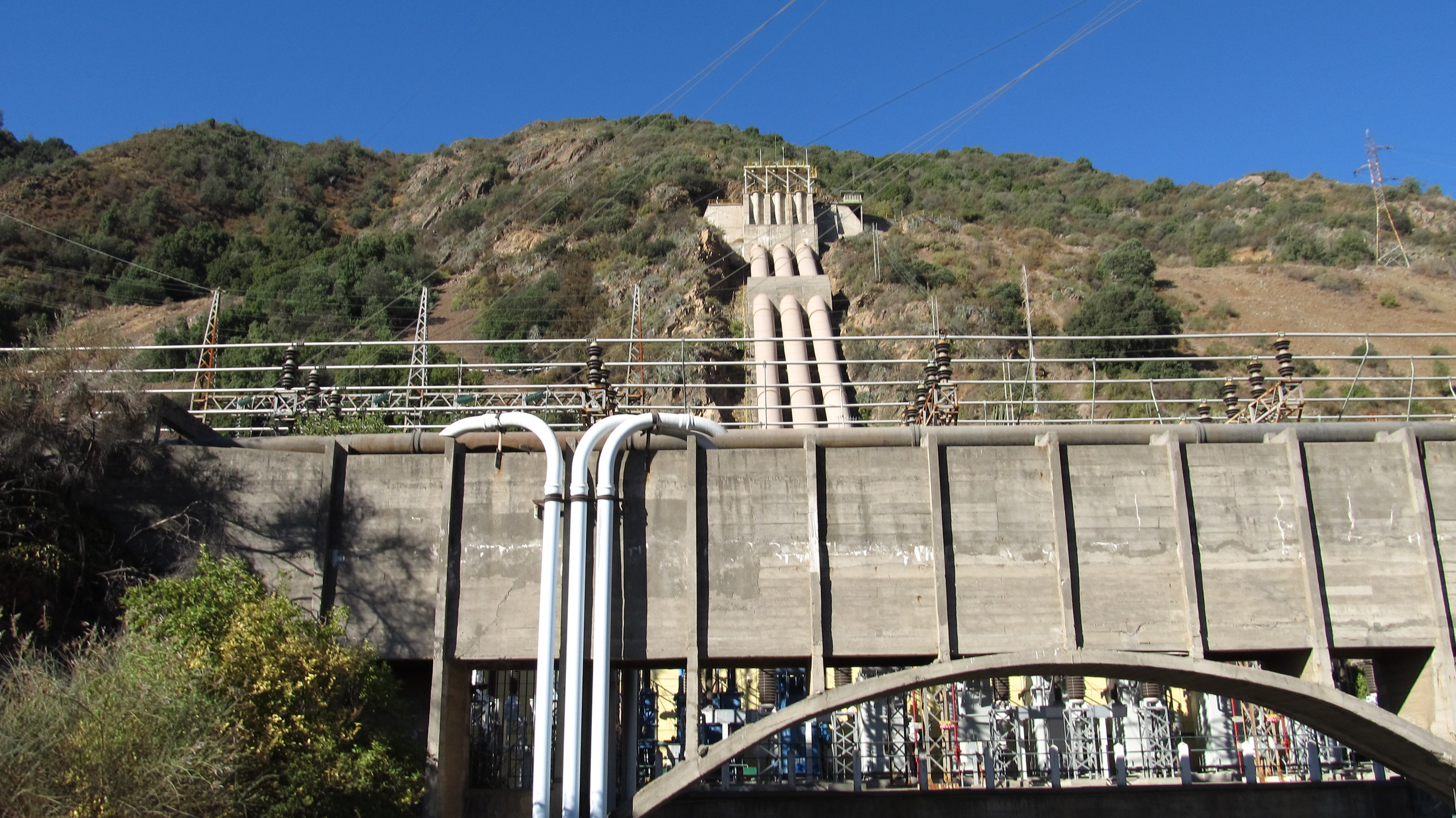
Central hidroeléctrica Sauzal. En la parte superior de la foto se ven las tuberías a presión que conducen el agua desde la altura hasta las turbinas.

Una central hidroeléctrica de pasada o central hidroeléctrica fluyente  tiene como característica básica el no tener una acumulación apreciable de agua "corriente arriba" de sus turbinas, sino que son movidas por la corriente natural del cauce. Las turbinas deben trabajar con el caudal disponible, con sus variaciones horarias, diarias y estacionales que en caso baja conducen a una baja en la potencia y si hay sobrante de agua, este debe ser desviado a tiempo en el lugar previsto antes de construir la central.

## Partes de una central
Una central de pasada tiene los siguientes elementos:
- Sistema de captación de aguas: son una bocatoma (compuerta) que desvía el caudal necesario desde el cauce natural, canal o embalse (en este caso la central esta al mismo nivel del embalse) y extrae objetos, arena y ripio mediante rejillas, un desripiador y un desarenador que pueden entorpecer o incluso dañar las turbinas o partes claves de éstas.
- Canal de aducción para llevar el caudal desde el sistema de captación hasta el punto en que el agua en tubería en presión se deja caer
- Tuberías resistentes a la presión en que el agua se deja caer desde el canal de aducción hasta las turbinas instaladas en la sala de máquinas.
- Casa de máquinas. En ésta se encuentran los mecanismos que generan la energía eléctrica, los elementos de medición y control y las instalaciones para despachar la energía.
- Líneas de transmisión eléctrica para trasladar la energía eléctrica desde el generador hasta los transformadores y hasta el usuario.
- Canal de devolución, para devolver el agua generada a su cauce original o adonde corresponda de acuerdo a lo que señalan los derechos de agua y las necesidades de riego.

## Aspectos de la construcción

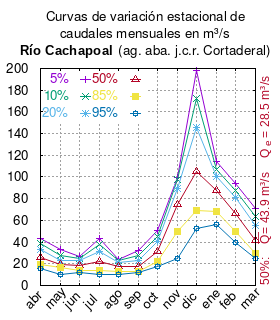
Curvas de variación estacional del río Cachapoal aguas abajo de la junta con el río Cortaderal en la cuenca del río Rapel. Durante el año los caudales son relativamente parejos con excepción de la primavera y verano (en Chile) cuando aumentan a razón de los deshielos en la cordillera.

Para el buen funcionamiento de una central de pasada se debe asegurar el caudal y su estabilidad a lo largo del año. Se debe considerar que en algunas estaciones del año baja el caudal natural de los ríos. Si el caudal se reduce demasiado, la generación se debe detener cuando la producción no sea rentable o dañe las instalaciones.
Para asegurar el caudal mínimo se puede sumar el caudal desde diferentes cauces, ya sean naturales o de riego.
La altura o desnivel con respecto al punto de devolución a la que puede llegar con ese caudal antes pasar por las turbinas es proporcional a la energía obtenible.
Las Curvas de variación estacional de un cauce pueden dar una visión probabilística de los caudales a través de los años así como a través del año. Es importante contar, en lo posible, con series históricas prolongadas de medición en una estación pluviométrica confiable.

## Costos de centrales de pasada
Los costos de una central están relacionados con los componentes de la central vistos anteriormente y son, entre centrales de igual potencia, similares. 
Las variaciones se deben a las diferencias de la columna de agua que deben soportar las turbinas. Cuando las diferencias de altura son grandes o demasiado pequeñas, se deben usar tecnologías específicas (turbina Pelton o turbina Kaplan), cuyos costos son bastante diferentes a los de la turbina Francis de igual potencia.
Los costos de los otros elementos mencionados pueden ocasionar mayor incertidumbre si no son diseñados con detalle:
- Obras de captación como bocatoma, desarenador y elementos anexos, pueden presentar variaciones inesperadas cuando se hace un estudio detallado y llegar a costos muy altos.
- El costo del canal de aducción dependerá de la topografía, geología, mecánica de suelo e hidrogeología que se encuentren a lo largo de su trazado y por supuesto del largo del canal.
- Líneas de transmisión eléctrica y conexiones necesarias, para llevar la energía a sistemas de distribución o directamente a clientes.
- Caminos de acceso al lugar de emplazamiento de la central y obras anexas, las cuáles puede requerir caminos de alto costo para acceder a ella con equipos e instalaciones.
- Unificación de canales, por la necesidad de unificar el curso de varios canales en un trazado común de menor pendiente, con el fin de obtener un mayor caudal y tomar mayor altura.

Los costos de inversión de una central de pasada, de menos de 20 MW, usualmente varían entre 1,5 Y 2,5 millones de dólares por Megawatt de potencia instalada en el año 2008.